# May Whitty
Dama May Whitty DBE (Liverpool, Anglaterra, 19 de juny de 1865 − Beverly Hills, Califòrnia, 29 de maig de 1948) va ser una actriu anglesa. Ennoblida el 1918 en reconeixement de les seves obres de caritat durant la 1a guerra mundial, va rebre el títol de Dama.

## Biografia
Eminentment actriu de teatre, May Whitty, el veritable nom de la qual era Maria, va debutar a l'escenari el 1882 i al cinema el 1914. Va ser nominada dues vegades a l'Oscar a la millor actriu secundària per Night Must Fall (1937) de Richard Thorpe i Mrs. Miniver  (1942) de William Wyler, sense guanyar-ne cap. També hom recorda la seva participació en la pel·lícula The Lady Vanishes (1938), d'Alfred Hitchcock.

## Filmografia
- 1914: Enoch Arden
- 1915: The Little Minister: Nanny Webster
- 1920: Colonel Newcombe, The Perfect Gentleman (1920): Sra. Mackenzie
- 1937: Night Must Fall: Sra. Bramson
- 1937: The Thirteenth Chair: Sra. Rosalie La Grange
- 1937: Conquest: Laetitia Bonaparte
- 1938: Alarma a l'exprés (The Lady Vanishes): Miss Froy
- 1939: Raffles: Lady Kitty Melrose
- 1941: Sospita (Suspicion): Sra. Martha McLaidlaw
- 1942: Mrs. Miniver: Lady Beldon
- 1942: Thunder Birds: Lady Jane Stackhouse
- 1943: Slightly Dangerous, de Wesley Ruggles: Baba
- 1943: The Constant Nymph: Lady Longborough
- 1943: Lassie Come Home: Dally Fadden
- 1943: Flesh and Fantasy: Lady Pamela Hardwick
- 1943: Madame Curie: Sra. Eugène Curie
- 1944: Gaslight: Miss Thwaites
- 1944: The White Cliffs of Dover: Nanny
- 1945: Em dic Julia Ross: Mrs. Hughes
- 1947: Green Dolphin Street: La Mare superiora
- 1947: If Winter Comes: Sra. Perch

## Premis i nominacions

### Nominacions
- 1938. Oscar a la millor actriu secundària per Night Must Fall
- 1943. Oscar a la millor actriu secundària per Mrs. Miniver